# Décès en juillet 1926
Décès
- 1922
- 1923
- 1924
- 1925
- 1926
- 1927
- 1928
- 1929
- 1930

Pour une information complémentaire, voir la page d'aide.

| Date       | Nom         | Pays                  | Activités                           | Âge | Source |
| ---------- | ----------- | --------------------- | ----------------------------------- | --- | ------ |
| 28 juillet | Jenő Károly | Drapeau de la Hongrie | Footballeur et entraîneur hongrois. | 40  |        |